# Praga E-41
O Praga BH-41, posteriormente redesignado E-41, foi um avião de treinamento militar avançado produzido na Checoslováquia durante a década de 1930.

## Projeto e desenvolvimento

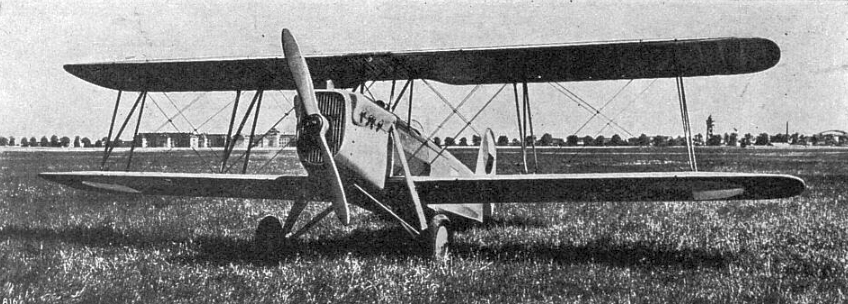
O Praga E-41 em julho de 1931.

Projetado em resposta à competição do Ministério da Defesa e baseado no BH-39, seu projeto de biplano convencional com asa de duas baias possuía asas de envergadura igual. O piloto e o instrutor sentavam em uma cabine de pilotagem aberta em tandem e o trem de pouso principal era dividido. A motorização havia sido especificada pelo governo como sendo o Hispano-Suiza 8Fb que estava então sendo fabricado sob licença pela Škoda.
O E-41 foi selecionado como vencedor da competição e um contrato de 43 aeronaves foi assinado. A Praga também produziu uma versão motorizada com um motor radial à diesel ZOD 260, designado E-141. Este modelo entretanto não foi um sucesso e apenas um protótipo foi construído. Em 1936, um BH-41 foi equipado com um motor Walter Pollux II, e designado E-241. Após testes bem sucedidos, foi feito um pedido para um segundo lote de aeronaves, sendo então produzidas 95 aeronaves com este motor.
Esta aeronave continuou em serviço na Checoslováquia durante a Segunda Guerra Mundial, quando cerca de 30 E-241 foram utilizados pela Slovenské vzdušné zbrane em suas campanhas contra a Hungria e União Soviética.

## Variantes
- BH-41 ou E-41 - versão original com o motor Hispano-Suiza 8Fb (43 produzidos)
- E-141 - versão com motor ZOD 260
- E-241 - versão com motor Walter Pollux II (95 produzidos)

## Operadores
Checoslováquia
- Força Aérea Checoslovaca

 Alemanha nazista
- Luftwaffe

 República Eslovaca
- Força Aérea Eslovaca